# Dolentium hominum
Dolentium hominum – list apostolski (w formie motu proprio) Jana Pawła II ustanawiający Papieską Komisję Duszpasterstwa Pracowników Służby Zdrowia, wydany 11 lutego 1985, w pierwszą rocznicę opublikowania Listu apostolskiego Salvifici doloris o chrześcijańskim sensie ludzkiego cierpienia.

## Struktura i omówienie
List jest krótki i składa się z sześciu punktów, w których papież stwierdza m.in., że:
1. cierpienia ludzkie zawsze były dla Kościoła przedmiotem największej troski, a posługiwanie chorym i cierpiącym integralną częścią jego posłannictwa;
2. w dziedzinie opieki  społecznej i zdrowotnej należy doceniać rolę duszpasterzy i personelu medycznego, którzy kierują się integralną wizją choroby, wykraczającej poza obręb medycyny, i traktują pacjenta jako podmiot cierpienia;
3. rozwojowi świadomości prawa obywateli do opieki społeczno-zdrowotnej, powstaniu różnych struktur służbie zdrowia, praw państwowych (z ich zastosowaniem) w zakresie systemu opieki zdrowotnej, winno towarzyszyć etyczno-religijne rozumienie doświadczenia choroby, cierpienia i śmierci;
4. w zakresie służby zdrowia i opieki nad chorymi pracuje wiele rozmaitych podmiotów czy organizacji, w tym także religijnych, których działania wymagają integracji (koordynacji); chodzi o wspólną pracę, inteligentną, zaprogramowaną, stałą i wspaniałomyślną;
5. w koordynacji posługi chorym, na całym świecie, należy rozpowszechniać formację etyczno-religijną chrześcijańskich pracowników służby zdrowia; ma ona na celu ochronę podstawowych wartości i praw związanych z godnością i ostatecznym przeznaczeniem osoby ludzkiej;
6. wobec powyższego zostaje powołana do życia Papieska Komisja Duszpasterstwa Pracowników Służby Zdrowia, która ma pełnić funkcję instancji koordynującej prace wszystkich instytucji katolickich, zakonnych i świeckich, zajmujących się posługą chorym na całym świecie.